# (20896) Tiphene
(20896) Tiphene est un astéroïde de la ceinture principale.

## Description
(20896) Tiphene est un astéroïde de la ceinture principale. Il fut découvert le 20 novembre 2000 à la station Anderson Mesa par le programme LONEOS. Il présente une orbite caractérisée par un demi-grand axe de 2,56 UA, une excentricité de 0,16 et une inclinaison de 13,7° par rapport à l'écliptique.

## Compléments